# Parque Costa Azul
O Parque Costa Azul foi construído em 1995 no bairro de mesmo nome na cidade de Salvador. Localizada junto à orla, às margens do Rio Camarajipe, a área que deu origem ao parque era ocupada pelas ruínas do Clube Costa Azul e foi alvo durante aproximadamente duas décadas de reivindicações da população pela revitalização do local. Atualmente o parque é uma área voltada para o esporte, lazer e cultura.
O projeto Música no Parque, realizado nos 12 anos anteriores no Parque da Cidade, foi levado ao Costa Azul em 2015, uma vez que o da Cidade passava por obras.
Administrado pelo governo do estado da Bahia, por meio da Companhia de Desenvolvimento Urbano da Bahia (Conder), o parque dispunha de espaço gastronômico e esportivo, quando em 2013 a área dos quatro restaurantes foi fechada após pedido de reintegração de posse, em virtude de inadimplência. Alguns dos restaurantes deviam pagamento relacionado à concessão da exploração daqueles espaços públicos. Em março de 2016, foram noticiados que persiste a dívida do aluguel no valor de 2,5 milhões de reais com a Conder, há deterioração do parque e moradores de rua ocupam o local. Foi veiculado também que a Conder utiliza da área dos restaurantes como arquivo de sua Diretoria de Obras Estruturantes e a Coordenação de Desapropriações e que o parque inteiro é alvo de futura licitação, em análise, para manutenção do parque, construção e exploração dos restaurantes e academias.